# Кашина Мата (Павија)
Кашина Мата је насеље у Италији у округу Павија, региону Ломбардија.
Према процени из 2011. у насељу је живело 7 становника. Насеље се налази на надморској висини од 61 м.